# Arnaud Guillaume de Barbazan
Arnaud Guillaume de Barbazan (in francese arcaico Arnault Guilhem de Barbazan; 1360 – 2 luglio 1431) è stato un condottiero francese.

## Biografia
Durante la guerra dei cent'anni fu uno dei più famosi capitani francesi; in piena guerra civile, chiamato dal conte Bernardo d'Armagnac, nel 1415, a difendere la città di Parigi da un'offensiva borgognona guidata dal duca Giovanni senza Paura, varcò le soglie della città alla testa di 8000 armati. Dopo una prima ritirata del nemico, protesse la città da un secondo assalto borgognone portato il 21 settembre 1417, dando battaglia a Corbeil.
Parigi cadde solo il 29 maggio 1418, quando grazie ad un'astuzia i borgognoni penetrarono attraverso la porta di Saint-Germain-des-Prés, difesa dal Bastardo d'Orléans, che fu fatto prigioniero.
Barbazan, soprannominato "Fiore della cavalleria", continuò a combattere agli ordini del Delfino Carlo, difendendo la città di Melun cinta d'assedio, sino a quando la stessa, affamata e stremata, si arrese il 17 novembre 1420. Con la caduta della città fu fatto prigioniero dagli inglesi, ma venne liberato da La Hire a Château-Gaillard, dov'era prigioniero, il 24 febbraio 1430; alla fine dello stesso mese o nel marzo seguente incontrò Giovanna d'Arco a Sully-sur-Loire, presso il re. Riunito un contingente di armati, si unì a lei a Lagny.
Morì l'anno seguente, nella battaglia di Bulgnéville, condotta dal duca di Bar Renato d'Angiò; nonostante avesse consigliato di non effettuare un assalto, il duca impegnò comunque battaglia, che si risolse in una disfatta per i francesi.